# La duchessa di Duke Street
La duchessa di Duke Street (The Duchess of Duke Street) è una serie televisiva britannica in 31 episodi trasmessi per la prima volta nel corso di 2 stagioni dal 1976 al 1977.
È una serie drammatica ambientata a Londra tra il 1900 e il 1935 e incentrata sulle vicende della cuoca Louisa Trotter che lavora al Bentinck Hotel di Duke Street, Marylebone. La storia è vagamente basata sulla vita di Rosa Lewis, la "Duchessa di Jermyn Street", che gestiva l'Hotel Cavendish a Londra.

## Personaggi e interpreti

### Personaggi principali
- Louisa Trotter (31 episodi, 1976-1977), interpretata da Gemma Jones.
- Mary (26 episodi, 1976-1977), interpretata da Victoria Plucknett.
- Merriman (25 episodi, 1976-1977), interpretato da John Welsh.
- Starr (24 episodi, 1976-1977), interpretato da John Cater.
- Maggiore Smith-Barton (18 episodi, 1976-1977), interpretato da Richard Vernon.
- Mrs. Cochrane (17 episodi, 1976-1977), interpretata da Mary Healey.
- Charles Haslemere (15 episodi, 1976-1977), interpretato da Christopher Cazenove.

### Personaggi secondari
- Ethel (11 episodi, 1976-1977), interpretato da Sammie Winmill.
- Violet (7 episodi, 1976-1977), interpretata da Holly De Jong.
- Mrs. Leyton (6 episodi, 1976-1977), interpretata da June Brown.
- Lord Henry Norton (5 episodi, 1976-1977), interpretato da Bryan Coleman.
- Mr. Leyton (5 episodi, 1976-1977), interpretato da John Rapley.
- Lottie (5 episodi, 1977), interpretata da Lalla Ward.
- Zia Gwyneth (4 episodi, 1976-1977), interpretata da Christine Pollon.
- Maggiore Fitzsimmons (4 episodi, 1976-1977), interpretato da James Woolley.
- Eleanor Prentice (4 episodi, 1977), interpretata da Jessica Benton.
- Augustus Trotter (3 episodi, 1976), interpretato da Donald Burton.
- Mrs. Catchpole (3 episodi, 1976), interpretata da Doreen Mantle.
- Margaret Haslemere (3 episodi, 1976-1977), interpretata da Joanna David.
- Tommy Shepherd (3 episodi, 1976-1977), interpretato da Patrick Newell.
- Hugo 'Saffron' Walden (3 episodi, 1976-1977), interpretato da Anthony Roye.
- Maggiore Farjeon (3 episodi, 1976), interpretato da Michael Culver.
- Brian Spedding (3 episodi, 1977), interpretato da Simon Chandler.
- Willie Watling (3 episodi, 1977), interpretato da Charles Rogers.

### Guest star
Tra le guest star: Sally Lahee, Jeremy Nichols, Derek Smith, James Laurenson, Ed Devereaux, Angharad Rees, Leigh Lawson, Geoffrey Staines, Richard Longman, Alan Clement, Kate Lansbury, Belinda Carroll, Osmund Bullock, Dominic Allan, Reggie Oliver, Paul Aston, Judi Maynard, Keith Smith, Molly Veness.

## Produzione
La serie, ideata da John Hawkesworth, fu prodotta da British Broadcasting Corporation e Time-Life Television Productions. Le musiche furono composte da Alexander Faris. I produttori e l'ideatore sono gli stessi della serie Su e giù per le scale (1971-1975).

### Registi
Tra i registi della serie sono accreditati:
- Bill Bain in 11 episodi (1976-1977)
- Cyril Coke in 10 episodi (1976-1977)
- Simon Langton in 5 episodi (1976-1977)
- Raymond Menmuir in 3 episodi (1976)
- Gerry Mill in 2 episodi (1977)

### Sceneggiatori
Tra gli sceneggiatori della serie sono accreditati:
- John Hawkesworth in 27 episodi (1976-1977)
- Jeremy Paul in 8 episodi (1976-1977)
- Julia Jones in 4 episodi (1976-1977)
- Rosemary Anne Sisson in 3 episodi (1976-1977)
- Bill Craig in 2 episodi (1976-1977)
- Maggie Wadey in 2 episodi (1977)

## Distribuzione
La serie fu trasmessa nel Regno Unito dal 4 settembre 1976 al 24 dicembre 1977 sulla rete televisiva BBC. In Italia è stata trasmessa con il titolo La duchessa di Duke Street.
Alcune delle uscite internazionali sono state:
- nel Regno Unito il 4 settembre 1976 (The Duchess of Duke Street)
- nei Paesi Bassi il 26 settembre 1978 (De dame van Duke Street)
- negli Stati Uniti il 16 dicembre 1979
- in Germania Ovest il 18 luglio 1980 (Das Hotel in der Duke Street)
- in Spagna (La duquesa de Duke Street)
- in Italia (La duchessa di Duke Street)

## Episodi
| Stagione         | Episodi | Prima TV UK | Prima TV Italia |
| ---------------- | ------- | ----------- | --------------- |
| Prima stagione   | 15      | 1976        |                 |
| Seconda stagione | 16      | 1977        |                 |